# Thiofrid
Thiofrid, także Theofried, łac. Thiofridus Epternacensis (zm. 1110) – mnich benedyktyński, opat klasztoru w Echternach (1081–1110), autor żywotów świętych, m.in. św. Wilibrorda, biskupa Fryzów i św. Lutwina, biskupa Trewiru oraz czterotomowego traktatu na temat kultu relikwii „Flores epitaphii Sanctorum”.

## Życiorys
Nie wiadomo gdzie i kiedy urodził się Thiofrid – imię wskazuje na pochodzenie ze Szwabii lub Alzacji.
Mógł przebywać w opactwie w Echternach już w czasie wyniesienia na ołtarze św. Wilibrorda w 1031 roku, nie wszyscy badacze się co do tego zgadzają. Po śmierci opata klasztoru Regimberta w 1081 objął z jego nadania opactwo, co potwierdził papież Grzegorz VII w 1083 roku. Funkcję opata sprawował do śmierci w 1110 roku.
Blisko współpracował z arcybiskupem Trewiru Brunem (1102–1124), któremu poświęcił jedno ze swoich dzieł – „Flores epitaphii Sanctorum”.
Służył jako mediator w sporze pomiędzy mieszkańcami Middelburga w Walcheren po zwycięstwie nad wojskami syna Baldwina Flandryjskiego, który siłą próbował odzyskać niezapłacone podatki od miejscowej ludności. Miejscowi odparli wojska, zadając ogromne straty przeciwnikowi, co przypisane zostało św. Wilibrordowi. Po zwycięstwie między mieszkańcami Middelburga wywiązał się konflikt a poproszony o interwencję Thiofrid doprowadził do zgody i zapobiegł wojnie domowej.
Autor wielu prac, m.in. żywotów świętych, m.in. św. Wilibrorda, biskupa Fryzów i św. Lutwina, biskupa Trewiru. Autor czterotomowego dzieła na temat kultu relikwii „Flores epitaphii Sanctorum”, w którym przedstawił typologię relikwii i opisał najważniejsze z nich. Według Thiofrida, relikwie były obiektami, przez które bóg manifestował swoją obecność i moc. Miał korespondować z Grzegorzem VII, Lanfrankiem z Bec i Robertem z Molesme.

## Wybrane prace
Prace podane za Allgemeine Deutsche Biographie:
- „Flores epitaphii Sanctorum”, pomiędzy 1098 a 1104/05
- „Vita s. Willibrordi”
- „Vita s. Lutwini archiepiscopi Trevir.”
- „Vita s. Irminae”
- „Sermo in natalem s. Willibrordi”
- „Sermo in natalem s. Wilgisli, patris s. Willibrordi”
- „Sermo de Sanctorum reliquiis”
- „Sermo de veneratione Divorum”